# Pierrefitte-Nestalas
Pierrefitte-Nestalas é uma comuna francesa na região administrativa de Occitânia, no departamento dos Altos Pirenéus. Estende-se por uma área de 1,76 km². Em 2010 a comuna tinha 1 153 habitantes (densidade: 655,1 hab./km²).